# Монастир Івірон
40°14′43.9″ пн. ш. 24°17′05.1″ сх. д. / 40.245528° пн. ш. 24.284750° сх. д.
Монастир Івірон (грец. Μονή Ιβήρων, груз. ივერთა მონასტერი) — грузинський чоловічий православний монастир на Святій горі Афон, розташований на північному сході півострова Айон-Орос. Монастир Івірон займає в святогірській ієрархії третє місце.

## Історія
Монастир Івірон заснований між 980—983 роками на місці старого монастиря Клімента, незабаром після заснування Великої Лаври і Ватопеду. Засновниками вважаються два грузинські (іберійські) ченців Святий Іоанн Іверський та Торнике Еріставі. У 14 столітті монастир постраждав від частих нападів піратів і каталонських прихильники унії з римо-католицької церкви. Тим не менше монастирю вдалося відновитися завдяки допомозі від візантійських імператорів династії Палеологів та царів Сербії, зокрема Стефана Душана, та Грузії.
Певний час у скиті Івірону жив святий Афанасій Метеорський, який заснував метеорський найбільший монастир Мегала Метеора.
Нині в монастирі живуть близько 30 ченців і послушників, вже давно серед них немає грузин, але недалеко від Іверона є келія, де живуть близько сорока грузинських ченців.

## Реліквії
Монастир Івірон зберігає безліч святих мощей, більше, ніж будь-який інший монастир на Афоні. Чудотворна ікона Вратарниця, або Іверська ікона Богородиці шанована з 9 століття, також донині знаходиться в Івіроні.
Неподалік від монастиря, на морському березі — Климентова пристань, знаходиться джерело Богородиці.
Бібліотека монастиря налічує близько 2 000 рукописів, 15 сувоїв і 20 000 друкованих книг, більшість з них написані грузинською, грецькою, єврейською та латинською мовами.

## Івіронські святі
- Іоанн Іверський
- Євфимій Афонський
- Георгій Афонський

## Настоятелі
- Іоанн Іверський (983—1002)
- ЕвфимІй Афонський (1002—1028)
- Георгій Афонський (1028—1065)
- Пахомій (1640-є)
- Васілій (Гондікакіс) (1990—2005)
- Нафанаїл, (з 2005)